# António Rocha Peixoto

António Rocha Peixoto

António Augusto César Octaviano da Rocha Peixoto (* 18. Mai 1866 in Póvoa de Varzim; † 2. Mai 1909 in Matosinhos) war ein portugiesischer Archäologe und Ethnograph.

## Werdegang
Er wurde 1891 Sekretär des von seinem Landsmann Eça de Queirós begründeten Magazins Revista de Portugal und schrieb später für andere Periodika.
An der Academia Politécnica do Porto (heute: Universität Porto) richtete er ein mineralogisches, geologisches und paläontologisches Kabinett ein. In Porto war er auch Leiter der öffentlichen Bibliothek und des Museu Municipal do Porto. Unweit seiner Heimatstadt leitete er die Ausgrabungen in Cividade de Terroso.
Nach seinem Tod wurde Rocha Peixoto zunächst auf dem Stadtfriedhof Cemitério de Agramonte in Porto bestattet. Zwei Wochen später wurde der Leichnam nach Póvoa de Varzim umgebettet.

## Ehrungen
1966 wurde die Biblioteca Municipal in Póvoa de Varzim nach ihm benannt.